# Myrmica weii
Myrmica weii  (лат.) — вид мелких муравьёв рода Myrmica (подсемейство мирмицины).

## Распространение
Южная Азия: Китай, Шэньси

## Описание
Мелкие красновато-коричневые муравьи длиной около 5 мм с длинными шипиками заднегруди. Отличается от близких видов Myrmica pachei и Myrmica villosa более грубой поперечной бороздчатостью в верхней части проподеума и мезонотума и сетчатым дорзумом пронотума. Голова субовальная (округлая сзади). Скапус усика рабочих плавно изогнут у основания (без зубца или лопасти на изгибе); петиоль без явного стебелька спереди. Жвалы с 7 зубцами. Стебелёк между грудкой и брюшком состоит из двух члеников: петиолюса и постпетиолюса (последний четко отделен от брюшка), жало развито, куколки голые (без кокона). Брюшко гладкое и блестящее. Половые особи (самки и самцы) и биология не исследованы.

## Систематика
Близок к видам из группы Myrmica pachei-group. Краями головы, покрытыми многочисленными отстоящими волосками сходен с такими видами как Myrmica pleiorhytida, Myrmica multiplex, Myrmica yunnanensis и Myrmica heterorhytida. Вид был впервые описан в 2008 году энтомологами А. Г. Радченко (Украина) и С. Жу (S. Zhou, Китай). Название вида M. weii дано в честь китайского энтомолога профессора К. Вея (Prof. Cong Wei; The Northwest Agriculture and Forestry University, Yangling, КНР), нашедшим типовую серию таксона.